# スタディオ・フランコ・オッソラ
スタディオ・フランコ・オッソラ（Stadio Franco Ossola）は、イタリア・ロンバルディア州ヴァレーゼにある多目的スタジアム。主にサッカーの試合に使用されており、ASヴァレーゼ1910がホームスタジアムとしている。自転車競技場としても使用され、その際はベロドローム・ルイジ・ガンナ（Velodromo Luigi Ganna）と呼ばれる。

## 概要
開場当初はスタディオ・デル・リットリオ（Stadio del Littorio）と呼ばれていた。1950年、近郊出身でASヴァレーゼでもプレーしたフランコ・オッソラが、前年の「スペルガの悲劇」で亡くなったことを悼み、彼の名を冠する現在の名前に改称した。
自転車競技場として使用される際の名称は、ヴァレーゼ近郊の出身でジロ・デ・イタリア初代総合優勝者のルイジ・ガンナに由来している。
1971年にUCI世界選手権（トラックレース）の会場になった。